# Гопала Бхатта Госвами
Гопа́ла Бха́тта Госва́ми (IAST: Gopāla Bhaṭṭa Gosvāmī; 1503, Шрирангам —1578, Вриндавана) — кришнаитский святой и богослов, один из главных сподвижников Чайтаньи Махапарабху. Принадлежал к группе кришнаитских святых, известных как вриндаванские госвами.
Гопала Бхатта Госвами родился в 1503 году в Шрирангаме в семье вайшнавского брахмана Вьенкаты Бхатты, который принадлежал к шри-сампрадае. В 1510 году Гопала Бхатта впервые встретился с Чайтаньей Махапрабху, который, совершая паломничество по Южной Индии, несколько месяцев прожил в доме его родителей. Позже Гопала Бхатта получил духовное посвящение от своего дяди Прабодхананды Сарасвати. После смерти своих родителей Гопала Бхатта ушёл во Вриндавану и присоединился там к Рупе и Санатане Госвами. По их указанию он установил одно из семи главных божеств Вриндаваны — Радхарамана. Шриниваса Ачарья и Гопинатха Пуджари были двумя из его учеников.

## Жизнеописание

### Рождение и семья
Гопала Бхатта родился в Южной Индии, в семье потомственных брахманов. Его отец, Вьенкатта Бхатта был священником храма Нараяны в городе Шрирангам, расположенном на одноимённом острове на священной реке Кавери. Храм, самый большой в Индии, является знаменитым местом паломничества в Тамил-Наду. Для жителей этих мест имя Вьенкатта не характерно. Из чего был сделан вывод о том, что отец Гопалы Бхатты происходил не из этой местности. Как Вьенкатта Бхатта, так и его братья, — Прабодхананда Сарасвати и Тирумалла Бхатта, — славились своей учёностью и благочестием.

### Первая встреча с Чайтаньей
До сих пор миллионы паломников каждый год посещают Шрирангам с целью получить даршан главного божества Шрирангама — Шри Ранганатха Свами. Считается, что в этом храме, окружённом семью стенами, всё, даже пол, является Шалаграма-шилой. Чайтанья Махапрабху посетил Шрирангам в 1510 году во время своего паломничества по Южной Индии. Описывается, что войдя внутрь храма, Чайтанья в упоении начал воспевать мантру «Харе Кришна», упал на колени и подполз к мурти Ранганатха, после чего, обессиленный от божественной любви, потерял сознание.
Желая получить милость Чайтаньи Вьенкатта Бхатта почтительно пригласил его остаться у него на четыре месяца сезона дождей. Видя искреннюю привязанность всей семьи к Вишну и к себе, Чайтанья, довольный ими, дал своё согласие. Приняв у себя Чайтанью, Вьенкатта Бхатта омыл его стопы, после чего вся его семья приняла эту святую воду. Так, в 1511 году Чайтанья провёл четыре месяца у отца Гопала Бхатты, часто ведя с ним и его братьями глубокие философские беседы.
В то время Прабодхананда Сарасвати был санньясином шри-сампрадаи. Его братья также принадлежали к шри-сампрадае, последователи которой поклоняются Богу в настроении айшварьи (благоговения и почтения). В философских беседах с ними, Чайтанья сравнивал настроение айшварьи в служении Лакшми-Нараяне с любовью, которую испытывают гопи к Кришне во Вриндаване, — поклонение Лакшми-Нараяне и поклонение Радха-Кришне. Однажды Чайтанья сказал Вьенкатте Бхатте: «Лакшми, почитаемая тобой богиня процветания, вечно пребывает на груди Нараяны, но я поклоняюсь Кришне — мальчику, который пасёт коров. Лакшми совершала столько аскез, но несмотря на это, она не смогла получить общения с Кришной! Как ты это объяснишь?» Вьенкатта Бхатта ответил на это следующее: «Нараяна и Кришна — это одна и та же личность. И нет ничего удивительного в том, что Лакшми стремится к общению с Кришной. Но Кришна превосходит Нараяну, так как с ним возможны особые, наиболее возвышенные, супружеские взаимоотношения — мадхурья-раса». Чайтанья объяснил ему, что Лакшми, богиня процветания, желает оставаться на Вайкунтхе, и в то же время хочет принять участие в лилах Кришны, где сладость и красота превосходят силу и богатство. Но такое возможно только для тех, кто следует примеру гопи и всех остальных обитателей Вриндавана, для тех, чья любовь к Кришне спонтанна и лишена малейшего оттенка корыстных интересов. Подкрепляя свои слова цитатами из различных священных писаний, Чайтанья доказал превосходство формы Кришны во Вриндаване (мадхурья-рупы) над его формой Нараяны (айшварья-рупой). С того дня Вьенкатта Бхатта стал гаудия-вайшнавом — последователем Чайтаньи, хотя до встречи с Чайтаньей он был твёрдо убеждён в том, что поклонение Нараяне является высшей формой поклонения Богу.
Семилетний Гопал часто присутствовал при этих беседах и Чайтанья очень привлёк сердце мальчика. Чайтанья часто давал ему остатки своего прасада, таким образом благословляя его. Когда пришла пора расставания с Чайтаньей, боль разлуки с ним стала для Гопала почти невыносимой. Однажды ему приснился сон: перед его внутренним взором прошла вся жизнь Чайтаньи в Навадвипе. В этом же сне, Чайтанья открыл Гопале Бхатте его вечную форму во Вриндаване и явив себя неотличным от Кришны, рассказал Гопалу о двух необыкновенных личностях — о Рупе и Санатане Госвами, благодаря которым его наставления услышат в каждом городе и деревне мира. Проснувшись, Гопала Бхатта тут же стал просить Чайтанью о том, чтобы тот позволил ему служить себе. Но Чайтанья приказал Гопале Бхатте остаться со своими родителями и помогать им, и после их смерти отправиться во Вриндаван к Рупе и Санатане Госвами.

### Обучение, принятие отречения и отъезд во Вриндаван
После отъезда Чайтаньи, Гопала Бхатта под руководством своего дяди Прабодхананды Сарасвати за короткое время изучил санскритскую грамматику и поэзию, а также веданту, и снискал известность как выдающийся учёный. Ум Гопала Бхатты Госвами всегда был сосредоточен на мыслях о Чайтанье — ни днём, ни ночью он не мог думать ни о чём другом. Однажды, родители дали ему указание, что после того, как они умрут, он должен уйти во Вриндавану и присоединиться там к Чайтанье. После их смерти он так и поступил. Рупа и Санатана Госвами с радостью встретили его.
В «Чайтанья-чаритамрите» (Мадхья-лила, 3.6) говорится, что он принял санньясу от Прабодхананды Сарасвати. В других источниках утверждается, что Гопала Бхатта принял отречение уже после прибытия во Вриндаван.
Во Вриндаване, Гопала Бхатта постоянно рассказывал вайшнавам о времени пребывания Чайтаньи в Шрирангаме и о тех наставлениях, которые он давал там. Чайтанья, находившийся в то время в Пури, услышав о прибытии во Вриндавану своего любимого последователя, послал ему много книг и принадлежностей для поклонения. Кроме того, он прислал ему каупину и одежды бабаджи. Таким образом Чайтанья дал ему посвящение в пятый ашрам — ашрам бабаджи. Особым подарком было небольшое деревянное сиденье (асана) самого Чайтаньи. Эта асана и поныне находится в храме Радхарамана во Вриндаване. По указанию Чайтаньи, Гопала Бхатта посвящал всё своё время общению с Рупой и Санатаной Госвами, а также изучению шастр. Вскорости, слава о чистоте и святости Гопалы Бхатты распространилась по всей Индии.

### Дикша-гуру
Гопал Бхатта Госвами был дикша-гуру (дающим посвящение духовным учителем). Среди вриндаванских госвами, он был единственный, кто давал духовное посвящение, не считая того, что Рупа Госвами дал дикшу своему единственному ученику Дживе Госвами. Сам Чайтанья уполномочил Гопалу Бхатту Госвами давать дикшу. Рупа и Санатана «запятнали» себя в глазах общества сотрудничеством с мусульманским правительством и стали для общества «неприкасаемыми». Но Гопала Бхатта происходил из знаменитого брахманического рода, имел безупречную репутацию и широкую известность как учёный и вайшнав. Говорится, что хотя Чайтанья не признавал кастовые различия, иногда, в целях проповеди, он был вынужден считаться со взглядами общества.

### Предание о явлении божества Радхарамана
Однажды, проповедуя в Непале, Гопала Бхатта нашёл в реке Гандаки двенадцать шалаграма-шил. Он взял их с собой, но достигнув Вриндавана, вдруг почувствовал себя очень падшим и решил, что не обладает соответствующей квалификацией, чтобы поклоняться им. Проделав долгую и трудную дорогу назад, Гопала Бхатта Госвами хотел поместить Шалаграмы обратно в реку, но они вновь и вновь заскакивали ему обратно в руки, не желая оставаться в воде. Увидев в происходящем знак свыше, Гопала Бхатта принёс Шалаграма-шилы во Вриндаван и начал поклоняться им. До конца своей жизни он носил их на шее, обёрнутыми в ткань.
В 1542 году Гопала Бхатта получил даршан Чайтаньи. Как-то раз, во время фестиваля, посвящённого дню явления Нарасимхи, один богатый купец приехал посмотреть на знаменитого Гопалу Бхатту Госвами. Поражённый личностью последнего, он пожертвовал ему очень красивую ткань для поклонения и множество драгоценностей, которые Гопала Бхатта предложил своим Шалаграм-шилам. Той же ночью, проведя им арати и предложив им пищу, Гопала Бхатта уложил Шалаграмы в корзину для отдыха, накрыв их подаренной купцом тканью, и пошёл совершать свою медитацию.
Утром, приняв омовение в Ямуне, он пришёл будить шилы и обнаружил, что крышка корзины была полуоткрыта. Спева он подумал, что должно быть это змея заползла в корзину. Открыв ткань, он увидел, что среди них лежит мурти. Одна из шалаграма-шил, Дамодара-шила, к великой его радости, чудесным образом приняла форму мурти Радхарамана. Это был сам Кришна, играющий на флейте. Видя неописуемую красоту этого мурти, Гопала Бхатта Госвами упал ниц и в порыве ликования и любви стал возносить молитвы новопроявленному божеству, периодически теряя сознание от духовного экстаза. Описывается, что когда Рупа Госвами и Санатана Госвами увидели прекрасное мурти, из их глаз полились потоки слёз. Радхарамана представляет собой объединённую форму Радхи и Кришны, то есть они неотличны от Чайтаньи, который почитается как их совместная аватара. Таким образом, Чайтанья выполнил своё обещание и дал свой даршан Гопале Бхатте Госвами.
Имя «Радхарамана» означает «Кришна, дарующий наслаждение Радхе». Это произошло недалеко от священного места раса-лилы, и поэтому Гопала Бхатта Госвами назвал это мурти именно так. Храм, где и поныне находится мурти Радхарамана, — один из наиболее известных храмов Вриндаваны.
Прошло несколько лет. Гопала Бхатта по-прежнему испытывал сильное чувство разлуки с Чайтаньей, и поклонение Радхараману больше не приносило ему прежнего удовлетворения, тогда, в один прекрасный день, мурти явило себя в образе Чайтаньи, показав таким образом, что Чайтанья есть сам Кришна, проявляющий себя в форме Радхарамана. По приказу Чайтаньи Гопала Бхатта дал посвящение Шринивасу Ачарье. Перед этим вместе с Дживой Госвами он старательно обучал его вайшнавской философии.

### История Гопинатха Пуджари
Ещё один знаменитый ученик Гопалы Бхатты — Гопинатха Пуджари. Однажды Гопала Бхатта Госвами проповедовал в городе Девавандья Грамм, что расположен около Харидвара. В это время началась большая буря, и Гопала Бхатта остановился на ночлег у одного брахмана, который оказал ему очень радушный приём, с большой любовью позаботившись о нём. У брахмана не было сына, и Гопала Бхатта, довольный его служением, благословил его, сказав, что у него родится сын, который станет великим вайшнавом. Обрадованный брахмана пообещал в будущем отдать своего первенца на служение Гопале Бхатте.
Прошло десять лет. Однажды, возвращаясь в свой кутир после полуденного омовения, Гопала Бхатта увидел мальчика, которые сидел у дверей его хижины. Заметив Гопалу Бхатту, мальчик встал и простёрся ниц перед ним. «Кто ты?» — спросил Гопала Бхатта Госвами. «Я из города Девавандья Грамм. Я пришёл оттуда», — ответил мальчик. «Кто твой отец, и зачем ты пришел сюда?» — снова спросил Гопала Бхатта Госвами. «Мой отец прислал меня, чтобы я служил Вам» — сказал мальчик. И тогда Гопала Бхатта вспомнил брахмана и его обещание. Впоследствии этот мальчик стал известен как Гопинатха Пуджари Госвами. Сначала Гопала Бхатта Госвами хотел, чтобы служение Радхараману принял от него Шриниваса Ачарья, но заметив прекрасные проповеднические способности Шриниваса, он послал его проповедовать и передал поклонение Гопинатху Пуджари. Оставшись брахмачари, он служил Радхараману до конца своей жизни. Потомки Гопинатха Пуджари продолжают своё служение в храме Радхарамана по сей день.

## Литературный вклад
Книга Гопалы Бхатты Госвами «Саткрия-сара-дипика» («Светильник, освещающий суть духовных ритуалов») является классическим произведением о принципах учения гаудия-вайшнавизма. Эта книга, описывающая десять самскар, которые необходимо проводить при рождении ребёнка, получении брахманского шнура и т. п., должна была стать руководством по ведению семейной жизни и помочь грихастхам (семейным людям) в их духовной жизни. Его следующая книга «Самскара-дипика» подробно объясняет правила поведения санньяси. Кроме того, Гопала Бхатта Госвами отредактировал книгу Санатаны Госвами под названием «Хари-бхакти-виласа». Состоящая из двенадцати глав, она посвящена анализу вайшнавского этикета, а также рассказывает о трудностях и опасностях на пути бхакти-йоги. Из-за своей сильной привязанности к Гопале Бхатте Госвами, Санатана Госвами издал книгу под его именем.

## Роль в гаудия-вайшнавизме
В традиции гаудия-вайшнавизма Гопала Бхатта Госвами почитается как великий святой, известный своей преданностью Чайтанье, обширной эрудицией и смирением. Благодаря своему глубокому знанию священных писаний он прославился как один из наиболее почитаемых кришнаитских религиозных философов и богословов.
Кришнадаса Кавираджа, прежде чем приступить к написанию «Чайтанья-чаритамриты», попросил позволения на это у всех вайшнавов, в том числе и у Гопалы Бхатты Госвами, который дал ему свои благословения, но попросил Кришнадасу не упоминать своего имени. Кришнадаса исполнил его просьбу и только одиножды упомянул имя Гопалы Бхатты Госвами в своём труде. Другой Госвами Вриндаваны — Джива Госвами — написал в начале своей «Таттва-сандарбхи»:
Преданный из Южной Индии, который родился в семье брахманов и был очень близким другом Рупы Госвами и Санатаны Госвами, написал книгу, и составил он её не в хронологическом порядке. Поэтому я, незначительное живое существо, известное под именем Джива, пытаюсь расположить события книги хронологически, согласуясь с указаниями таких великих личностей, как Мадхвачарья, Шридхара Свами, Рамануджачарья и других старших вайшнавов парампары.
В начале «Бхагавата-сандарбхи» есть похожие утверждения Дживы Госвами.
В «Гаура-ганоддеша-дипике» (стих 184) говорится, что прежде в лилах Кришны Гопала Бхатта Госвами был Ананга-манджари. В других источниках также говорится, что он был воплощением Гуна-манджари.